# ジュドモントファーム
ジュドモントファーム（Juddmonte Farm）は、アメリカ合衆国ケンタッキー州レキシントン、イギリスサフォーク州ニューマーケット、アイルランドの3ヶ所にある競走馬（サラブレッド）の生産、種牡馬及び功労馬の繋養などを行う牧場である。馬主として競走馬の所有も行っている。牧場の所有者はハーリド・ビン・アブドゥッラー。
ジャドモントファーム、ジュドモンテファーム、ジャドモンテファームなどと表記される場合もある。

## 主な生産馬
※アルファベット順に表記。
 アメリカ合衆国
- Chester House / チェスターハウス（2000年アーリントンミリオンなど）
- Chiselling / チセリング（2002年セクレタリアトステークスなど）
- Dansili / ダンシリ（1999年プール・デッセ・デ・プーラン2着など）
- Decarchy / デカーチー（2002年フランク・E・キルローマイルハンデキャップ（当時G2））
- Distant View / ディスタントヴュー（1994年サセックスステークス）
- Empire Maker / エンパイアメーカー（2003年フロリダダービー、ウッドメモリアルステークス、ベルモントステークス）
- First Defence / ファーストディフェンス（2008年フォアゴーハンデキャップ）
- Honest Lady / オネストレディ（2000年サンタモニカハンデキャップなど）
- Mizzen Mast / ミゼンマスト（2001年マリブステークス）
- Phoenix Tower / フェニックスタワー（2008年アールオブセフトンステークス（G3））
- Rainbow Quest / レインボウクエスト（1985年コロネーションカップ、凱旋門賞など）
- Reams of Verse / リームズオブヴァーズ（1996年フィリーズマイル、1997年オークス）
- Ryafan / ライアファン（1996年マルセル・ブーサック賞、1997年クイーンエリザベス2世チャレンジカップステークス、イエローリボンステークス、メイトリアークステークス）
- Toussaud / トゥーソード（1993年ゲイムリーブリーダーズカップハンデキャップなど）
- Ventura / ヴェンチュラ（2008年ジャストアゲームステークス、ブリーダーズカップ・フィリー&メアスプリント、2009年サンタモニカハンデキャップ）
- Zafonic / ザフォニック（1992年モルニ賞、サラマンドル賞、デューハーストステークス、1993年2000ギニー）
- Zamindar / ザミンダー（1996年モルニ賞2着など）

 イギリス
- African Rose / アフリカンローズ（2008年スプリントカップ）
- American Post / アメリカンポスト（2003年ジャン・リュック・ラガルデール賞、レーシングポストトロフィー、2004年プール・デッセ・デ・プーラン）
- Banks Hill / バンクスヒル（2001年ブリーダーズカップ・フィリー&メアターフ、コロネーションステークス、2002年ジャック・ル・マロワ賞）
- Commander in Chief / コマンダーインチーフ（1993年エプソムダービー、アイリッシュダービー）
- Expert Eye / エキスパートアイ（2018年ブリーダーズカップ・マイル）
- Frankel / フランケル（2010年デューハーストステークス、2011年2000ギニー、セントジェームスパレスステークス、サセックスステークス、クイーンエリザベス2世ステークス、2012年ロッキンジステークス）
- Heat Haze / ヒートヘイズ（2003年ビヴァリーD.ステークス、メートリアークステークス）
- Intercontinental / インターコンティネンタル（2004年ブリーダーズカップ・フィリー&メアターフ、2005年メイトリアークステークス）
- Logician / ロジシャン（2019年英セントレジャー）
- Oasis Dream / オアシスドリーム（2002年ミドルパークステークス、2003年ジュライカップ、ナンソープステークス）
- Polish Summer / ポリッシュサマー（2004年ドバイシーマクラシック）
- Proportional / プロポーショナル（2008年マルセル・ブーサック賞）
- Rail Link / レイルリンク（2006年パリ大賞、凱旋門賞）
- Tenby / テンビー（1992年フランスグランクリテリウム）
- Warning / ウォーニング（1988年サセックスステークス、クイーンエリザベス2世ステークス）
- Workforce / ワークフォース（2010年エプソムダービー、凱旋門賞）
- Xaar / ザール（1997年サラマンドル賞、デューハーストステークス）

 アイルランド
- Cacique / カシーク（2006年マンハッタンハンデキャップ、マンノウォーステークス）

## 主な所有馬
※アルファベット順に表記。
- Chester House / チェスターハウス（成績は上記参照）
- Chiselling / チセリング（成績は上記参照）
- Decarchy / デカーチー（成績は上記参照）
- Empire Maker / エンパイアメーカー（成績は上記参照）
- First Defence / ファーストディフェンス（成績は上記参照）
- Honest Lady / オネストレディ（成績は上記参照）
- Mizzen Mast / ミゼンマスト（成績は上記参照）
- Toussaud / トゥーソード（成績は上記参照）
- Ventura / ヴェンチュラ（成績は上記参照）

## 主な繋養馬
※2024年。
種牡馬
- Mandaloun/マンダルーン
- Elite Power/エリートパワー

繁殖牝馬
- Honest Lady / オネストレディ（2002年 - ）

## 過去の繋養馬
種牡馬及び功労馬
- First Defence / ファーストディフェンス（2009年 - ）
- Mizzen Mast / ミゼンマスト（2003年 - ）
- Chester House / チェスターハウス（2001年 - 2003年死亡）
- Distant View / ディスタントヴュー（1995年 - 2006年）
- Known Fact / ノウンファクト（? - 2000年死亡）
- Aptitude / アプティテュード（2002年 - 2010年）
- Empire Maker / エンパイアメーカー（2004年 - 2010年）

繁殖牝馬び功労馬
- Toussaud / トゥーソード（1994年 - 2007年引退 - 2009年死亡）